# قرمز (نمایش‌نامه)
قرمز نمایش‌نامه‌ایست نوشتهٔ جان لوگان، فیلم‌نامه‌نویس و نمایش‌نامه‌نویس آمریکایی که اولین بار در ۸ دسامبر ۲۰۰۹ به کارگردانی مایکل گرندیچ در لندن به اجرا درآمد. شخصیت اصلی نمایش‌نامه مارک روتکو نقاش سبک اکسپرسیونیسم انتزاعیست. در اجرای اصلی نقش او را آلفرد مولینا بازی کرد و ادی ردمین در نقش کِن، دستیار جوان نقاش، ظاهر شد. این نمایش، از ۱۱ مارس ۲۰۱۰ تا ۲۷ ژوئن ۲۰۱۰، در سالن تئاتر جان گلدن در برادوی روی صحنه رفت.
قرمز در سال ۲۰۱۰ برنده شش جایزه تونی از جمله جایزهٔ بهترین نمایش و بهترین بازیگر نقش مکمل مرد شد.

## خلاصه داستان
«دوست من، در زندگی فقط از یک چیز می‌ترسم. . . روزی سیاه قرمز را خواهد بلعید.»
سال ۱۹۵۸/۵۹ است. مارک روتکو در آتلیه خود در نیویورک مشغول کار روی یک مجموعه نقاشی دیواری‌ست که از رستوران گران‌قیمت فورسیزنز در منهتن سفارش گرفته‌است. دستیارش، کن، رنگ‌ها را ترکیب می‌کند، قاب‌ها را می‌سازد، و بوم را آماده می‌کند. کن، در همان حال که مشغول اجرای اوامر روتکوست، او را به خاطر پذیرفتن این سفارش شماتت می‌کند و دیدگاه او دربارهٔ هنر را زیر سؤال می‌برد. روتکو از هنر پاپ بیزار است.
در نهایت، روتکو پروژه را متوقف می‌کند و تصمیم می‌گیرد پول رستوران را پس بدهد. او به کن می‌گوید رستوران فورسیزنز جای مناسبی برای دیدن نقاشی‌های او نیست.

## نقدها

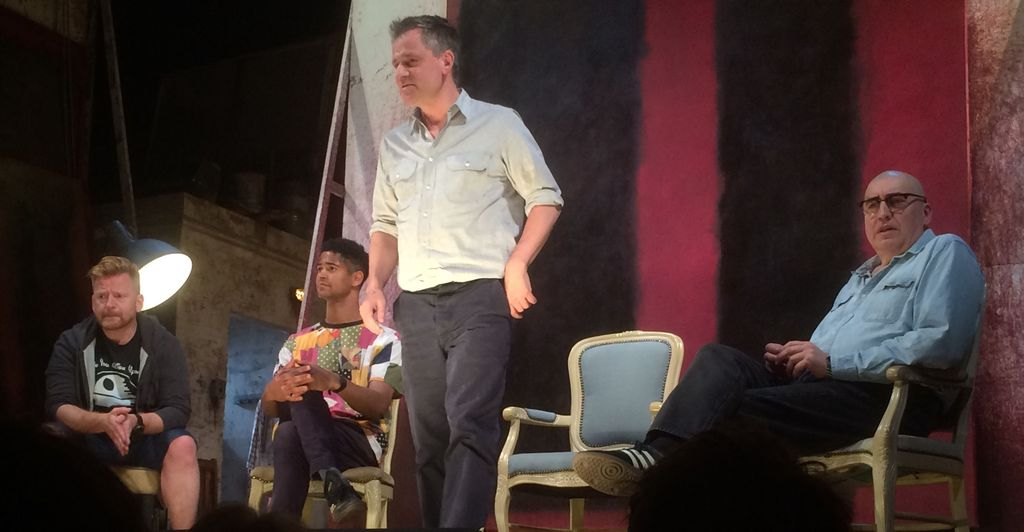
کریستوفر اورام، آلفرد ایناک، مایکل گرندیج و آلفرد مولینا در سال ۲۰۱۸ روی صحنه قرمز در تئاتر ویندام

نقدهایی که بر اجرای لندن نوشته شد همسو نبود، اما بازی مولینا اغلب مثبت ارزیابی شد. مایکل بیلینگتون، منتقدگاردین، چهار ستاره از پنج ستاره به این نمایش داد و نوشت: «آلفرد مولینا با آن هیکل درشت و ابروهای کلفت، به عینه تب و تاب هنرمندی را تداعی می‌کند که نقاشی‌هایش در میانهٔ نبردی آپولونی و دیونیسی گرفتارند… و ادی ردمین، در نقش کن، به نرمی از قالب شاگرد عصبی بیرون می‌آید و به آنتاگونیستی ستیزه‌جو بدل می‌شود».
بن برنتلی، دربارهٔ اجرای براوی، در نیویورک تایمز نوشت: «این روزها کار دشواری‌ست نقش کسی را بازی کنی که با قطعیت دربارهٔ هنر و جاودانگی اظهار نظر می‌کند. ما عادت کرده‌ایم از این و آن نقل قول کنیم و حرف‌ها را در گیومه بزنیم و به این ترتیب حاشیهٔ امنی برای خود ایجاد کنیم، اما وقتی روتکو می‌گوید «در هر ضربهٔ قلم‌مو یک تراژدی نهفته‌است» ما باور می‌کنیم. نگاه ترسان و پردلهرهٔ نقاش، وقتی به تابلوهایش نگاه می‌کند، تابلوهایی که علی‌رغم ابعاد بزرگشان، بی دفاع و آسیب‌پذیرند، بر این مدعا گواهی می‌دهد.»
ورایتی نوشت «ممکن است به نظر بیاید نمایش‌نامهٔ قرمز یکسر حرف است و از «عمل» نشانی نیست، اما در زورآزمایی افکار و اندیشه‌ها، جان لوگان، روتکو را، به جنگ هیولاهای درونش می‌فرستد… [اجرای] آلفرد مولینا شاهوار است: آنجا که تصویر آینده را در صورت ادی ردمین - که در نقش دستیار جوان نقاش، از عهدهٔ نقش خوب برآمده است- می‌بیند و با آن درمی‌افتد.»

## جوایز و افتخارها
قرمز در هفت رشته نامزد دریافت جایزه دراما دسک شد که بیشترین تعداد نامزدی در میان نمایش‌های ۲۰۱۰ بود
و با نامزدی در هفت رشته در جایزه تونی و برنده شدن شش جایزه، یکی از تحسین‌شده‌ترین اجراها در سال‌های اخیر بود.
| سال  | جایزه           | دسته‌بندی                   | نامزد                     | نتیجه    | منبع  |
| ---- | --------------- | -------------------------- | ------------------------- | -------- | ----- |
| ۲۰۱۰ | جایزه تونی      | بهترین نمایش               | جان لوگان، تئاتر جان گلدن | پیروز    | [ ۲ ] |
| ۲۰۱۰ | جایزه تونی      | بهترین بازیگر نقش اول مرد  | آلفرد مولینا              | نامزدشده | [ ۲ ] |
| ۲۰۱۰ | جایزه تونی      | بهترین بازیگر نقش مکمل مرد | ادی ردمین                 | برنده    | [ ۲ ] |
| ۲۰۱۰ | جایزه تونی      | بهترین کارگردانی نمایش     | مایکل گرندیج              | برنده    | [ ۲ ] |
| ۲۰۱۰ | جایزه تونی      | بهترین طراحی صحنه          | کریستوفر اورام            | برنده    | [ ۲ ] |
| ۲۰۱۰ | جایزه تونی      | بهترین طراحی نور           | نیل آستین                 | برنده    | [ ۲ ] |
| ۲۰۱۰ | جایزه تونی      | بهترین طراحی صدا           | آدام کورک                 | برنده    | [ ۲ ] |
| ۲۰۱۰ | جایزه دراما لیگ | نمایش درخشان               | جان لوگان، تئاتر جان گلدن | برنده    | [ ۸ ] |
| ۲۰۱۰ | جایزه دراما لیگ | اجرای درخشان بازیگر        | آلفرد مولینا              | برنده    | [ ۸ ] |
| ۲۰۱۰ | جایزه دراما لیگ | اجرای درخشان بازیگر        | ادی ردمین                 | نامزدشده | [ ۸ ] |
| ۲۰۱۰ | جایزه دراما دسک | بهترین نمایش‌نامه           | جان لوگان                 | برنده    | [ ۹ ] |
| ۲۰۱۰ | جایزه دراما دسک | بهترین کارگردانی           | مایکل گرندیج              | برنده    | [ ۹ ] |
| ۲۰۱۰ | جایزه دراما دسک | یهترین طراحی نور           | نیل آستین                 | برنده    | [ ۹ ] |
| ۲۰۱۰ | جایزه دراما دسک | بهترین بازیگر نقش اول مرد  | آلفرد مولینا              | نامزدشده | [ ۹ ] |
| ۲۰۱۰ | جایزه دراما دسک | بهترین موسیقی              | آدام کورک                 | نامزدشده | [ ۹ ] |
| ۲۰۱۰ | جایزه دراما دسک | بهترین طراحی صحنه          | کریستوفر اورام            | نامزدشده | [ ۹ ] |

## ترجمه به فارسی
قرمز و دو نمایش‌نامه دیگر در سال ۱۳۹۶ با ترجمهٔ آراز بارسقیان و معین محب‌علیان توسط انتشارات یکشنبهو قرمز در سال ۱۳۹۲ با ترجمهٔ مهرنوش فطرت از سوی نشر افراز به فارسی منتشر شده‌است. یک ترجمهٔ دیگر از این نمایش هم در سال ۱۳۹۳ توسط فهمیه زاهدی تهیه و توسط انتشارات نیلوفر وارد بازار شد.

## اجرا در ایران
نمایش قرمز به کارگردانی علی روان‌بد از ۲ آذر ماه تا ۱ دی ۱۳۹۸ در گالری پلتفرم روی صحنه رفت. بازیگران این نمایش پوریا جلال‌وندی و ابوالفضل سلحشور بودند.